# フリークス学園
『フリークス学園』（原題: Freaks and Geeks）は1999年から2000年に米国のNBCで放映された学園コメディドラマ。日本では2002年から2003年に日本テレビ深夜の「うしみつショー」枠で全18話が放送された。2011年には、キャスト・スタッフ（一部はビデオ出演）が再集結しトークセッションが開かれるなど、アメリカでは未だカルト的人気を誇っている。

## 概要
1980年のミシガン州にある「ウィリアム・マッキンリー高校」を舞台に、リンジーとサムの姉弟を中心に、不良4人組“Freaks”と真面目3人組“Geeks”の日常を描いた作品。
全編に渡りザ・フー、ヴァン・ヘイレン、ラッシュ、スティクス、グレイトフル・デッド、ムーディー・ブルース、ビリー・ジョエルといった著名なミュージシャン達の楽曲が効果的に使われており、それ故にDVD（日本未発売）化の際は困難を極めた。

## キャスト
ウィアー家
- リンジー・ウィアー：リンダ・カーデリーニ（声：國府田マリ子）
- サム・ウィアー：ジョン・フランシス・デイリー（声：瀧本富士子）
- ハロルド・ウィアー：ジョー・フォレアティ（声：西村知道）
- ジーン・ウィアー：ベッキー・アン・ベイカー（声：西宏子）

Freaks
- ダニエル・デサリオ：ジェームズ・フランコ（声：鈴木正和）
- ケン・ミラー：セス・ローゲン（声：遠藤純一）
- ニック・アンドポリス：ジェイソン・シーゲル（声：奥田啓人）
- キム・ケリー：ビジー・フィリップス（声：水間真紀）

Geeks
- ニール・シュウェイバー：サム・レヴィーン（声：下和田裕貴）
- ビル・ハヴァーチャック：マーティン・スター（声：岸尾大輔）

※もう1人はサム
その他
- シンディ・サンダース：ナターシャ・メルニック（声：甲斐田裕子）
- ミリー・ケントナー：サラ・ヘイガン（声：出口佳代）
- ハリス・トリンスキー：ステファン・リー・シェパード（声：山岸功）
- ゴードン・クリスプ：ジェリー・メッシング（声：佐藤まさよし）
- ロッソ先生：デイヴ・アレン（声：金子由之）
- コーチェフスキー先生：スティーブ・バノス（声：星野充昭）
- フレドリックス先生：トム・ウィルソン（声：遠藤純一）

## スタッフ
- 製作総指揮：ジャド・アパトー
- シリーズ構成：ポール・フェイグ
- 監督：ジェイク・キャスダン、他
- 製作：ドリームワークス・テレビジョン

### 日本語版スタッフ
- 演出：三好慶一郎
- 翻訳：上妻布由子、岩佐幸子

## 主題歌
- 「バッド・レピュテーション」（ジョーン・ジェット＆ザ・ブラックハーツ）

## 放映リスト
| 日本放送回 | 日本放送日     | 米国放送順 | サブタイトル           | 原題                       | 備考                                       |
| ---------- | -------------- | ---------- | ---------------------- | -------------------------- | ------------------------------------------ |
| 第1話      | 2002年12月13日 | 1          | ダンスパーティーの夜   | Pilot                      |                                            |
| 第2話      | 2002年12月20日 | 2          | ビール騒動             | Beers and Weirs            |                                            |
| 第3話      | 2003年1月17日  | 3          | ハロウィン騒動         | Tricks and Treats          |                                            |
| 第4話      | 2003年1月31日  | 16         | キムは友達             | Kim Kelly Is My Friend     |                                            |
| 第5話      | 2003年2月7日   | 4          | テストと性教育         | Tests and Breasts          |                                            |
| 第6話      | 2003年2月14日  | 5          | 夢の途中               | I'm With The Band          |                                            |
| 第7話      | 2003年2月21日  | 7          | 友達以上 恋人未満      | Girlfriends and Boyfriends |                                            |
| 第8話      | 2003年2月28日  | 8          | とどかぬ想い           | We've Got Spirit           |                                            |
| 第9話      | 2003年3月7日   | 9          | 娘の日記               | The Diary                  |                                            |
| 第10話     | 2003年3月14日  | 10         | 本当の友だち           | Looks and Books            |                                            |
| 第11話     | 2003年3月21日  | 6          | 気になる転校生         | Carded and Discarded       |                                            |
| 第12話     | 2003年3月28日  | 11         | 男と女の間には         | The Garage Door            |                                            |
| 第13話     | 2003年4月3日   | 12         | ピーナッツ・パニック   | Chokin' and Tokin'         |                                            |
| 第14話     | 2003年4月10日  | 15         | それぞれの道           | Discos and Dragons         |                                            |
| 第15話     | 2003年4月17日  | 17         | 招かれざる客           | Dead Dogs And Gym Teachers |                                            |
| 第16話     | 2003年4月24日  | 18         | ピアスと腹話術         | Noshing and Moshing        |                                            |
| 第17話     | 2003年5月1日   | 13         | 憧れのファースト・キス | Smooching and Mooching     |                                            |
| 第18話     | 2003年5月8日   | 14         | それぞれの勇気         | The Little Things          | アパトーの旧友ベン・スティラーがゲスト出演 |